# Władysław Wiślicki
Władysław Wiślicki (ur. 7 grudnia 1829 w Warszawie, zm. 14 grudnia 1899 tamże) – polski kompozytor, dyrygent i pianista.

## Życiorys
Studiował w Konserwatorium Warszawskim u Józefa Władysława Krogulskiego, Kacpra Wysockiego i Karola Augusta Freyera. W 1852 roku wyjechał na dalsze studia do Konserwatorium Paryskiego, gdzie jego nauczycielami byli Jacques Fromental Halévy i Thomas Tellefsen. Po powrocie do Warszawy w 1853 roku został sprawozdawcą muzycznym „Tygodnika Illustrowanego”. Uczył w Instytucie Szlacheckim i Instytucie Maryjskim. Wykładał też grę na fortepianie i śpiew zbiorowy w Warszawskim Instytucie Muzycznym. Organizował koncerty, na których wykonano m.in. Stabat Mater Gioacchina Rossiniego. Był pomysłodawcą powołania Warszawskiego Towarzystwa Muzycznego, po jego utworzeniu w 1871 roku pełnił w nim funkcję bibliotekarza i dyrygenta. Założył szkołę przygotowawczą śpiewu chóralnego, która w chwili jego śmierci kształciła 300 uczniów. Został pochowany na cmentarzu Powązkowskim.
Skomponował szereg tanców fortepianowych, m.in. Polonez koncertowy, Walc fantastyczny i Wielką polkę, pisał też pieśni solowe i chóralne. Opublikował Podręcznik do wykładu tymczasowych zasad muzyki (Warszawa 1890).